# 중구·동구 (인천 선거구)
중구·동구는 대한민국의 옛 국회의원 선거구이다. 당시 인천광역시 중구와 동구 지역을 관할했다.

## 역사
제13대 국회의원 선거를 앞두고 중구와 동구 지역이 하나의 선거구를 이루게 됨에 따라 신설되었다.
1995년 3월, 옹진군이 경기도에서 인천광역시로 편입되었다. 이로 인해 제15대 국회의원 선거를 앞두고 해당 선거구에 옹진군이 편입되어 중구·동구·옹진군 선거구를 이루게 되면서 폐지되었다.

## 역대 국회의원
| 선거   | 정당 | 정당       | 의원   |
| ------ | ---- | ---------- | ------ |
| 1988년 |      | 민주정의당 | 서정화 |
| 1992년 |      | 민주자유당 | 서정화 |

## 역대 선거 결과

### 대한민국 제13대 국회의원 선거
|  | 46.94% |

|  | 18.22% |

|  | 17.18% |

|  | 16.34% |

|  | 1.30% |

### 대한민국 제14대 국회의원 선거
|  | 45.44% |

|  | 32.63% |

|  | 12.70% |

|  | 5.74% |

|  | 3.47% |